# Indicatif régional 262

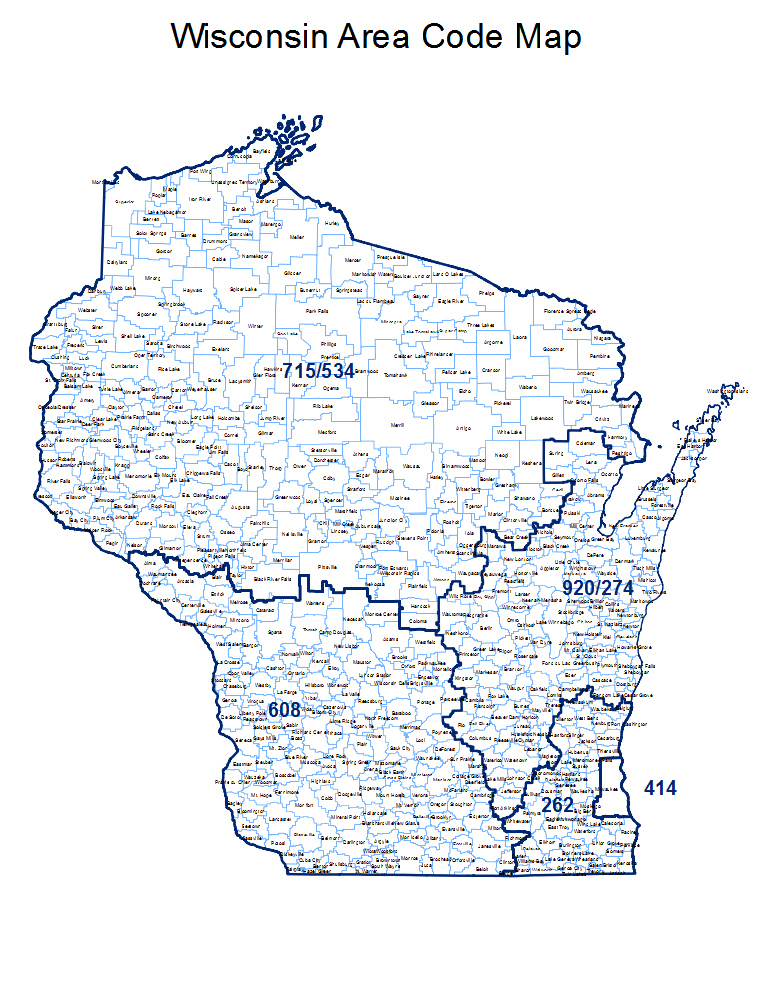
Carte de l'État du Wisconsin avec les territoires de ses indicatifs régionaux. L'indicatif régional 262 est au Sud-Est de l'État.

L'indicatif régional 262 est un indicatif téléphonique régional qui dessert une partie du sud-est de l'État du Wisconsin aux États-Unis.
La carte ci-contre indique le territoire couvert par l'indicatif 262 au sud-est de l'État.
L'indicatif régional 262 fait partie du Plan de numérotation nord-américain.

## Comtés desservis par l'indicatif
- Jefferson
- Kenosha
- Ozaukee
- Racine
- Walworth
- Washington
- Waukesha

## Villes desservies par l'indicatif
- Allenton
- Bassett
- Belgium
- Benet Lake
- Big Bend
- Bristol
- Brookfield
- Burlington
- Butler
- Camp Lake
- Cedarburg
- Colgate
- Darien
- Delafield
- Delavan
- Dousman
- Eagle
- East Troy
- Elkhorn
- Elm Grove
- Fontana
- Franksville
- Fredonia
- Genesee Depot
- Genoa City
- Germantown
- Grafton
- Hartford
- Hartland
- Honey Creek
- Hubertus
- Jackson
- Kansasville
- Kenosha
- Kewaskum
- Lake Geneva
- Lannon
- Lyons
- Menomonee Falls
- Mequon
- Merton
- Mukwonago
- Muskego
- Nashotah
- New Berlin
- New Munster
- Newburg
- North Lake
- North Prairie
- Oconomowoc
- Okauchee
- Paddock Lake
- Pell Lake
- Pewaukee
- Pleasant Prairie
- Port Washington
- Powers Lake
- Racine
- Richfield
- Rochester
- Salem
- Saukville
- Sharon[Lequel ?]
- Silver Lake
- Slinger
- Somers
- Springfield
- Stone Bank
- Sturtevant
- Sullivan
- Sussex
- Thiensville
- Trevor
- Twin Lakes
- Union Grove
- Vernon
- Wales
- Walworth
- Waterford
- Waukesha
- West Bend
- Whitewater
- Williams Bay
- Wilmot
- Woodworth
- Zenda

## Source
- (en) Cet article est partiellement ou en totalité issu de l’article de Wikipédia en anglais intitulé « Area code 262 » (voir la liste des auteurs).